# Fronteira Argélia–Níger
A fronteira entre a Argélia e o Níger é uma linha de 956 km de extensão, sentido sudoeste-nordeste, que separa o sudeste da da Argélia do norte território do Níger, no Deserto do Saara. É formada por dois trechos quase retilíneos. No nordeste se inicia na latitude do Trópico de Câncer na tríplice fronteira Níger-Argélia-Líbia, vai para sudoeste em outra fronteira tripla, dos dois países com o Mali. Separa a Wilaya argelina de Tamanghasset da região de Agadez do Níger.
Essa fronteira se define junto com a história das duas nações no século XX. A Argélia é colônia francesa desde o século XIX. Ao fim da Segunda Grande Guerra se iniciam os conflitos pela independência que duram até 1962, quando, com a Argélia livre, cerca de um milhão de pied-noirs voltam a França. O Níger também foi ocupado pela França desde o século XIX, se tornou colônia francesa em 1922 e obteve sua independência em 1960.